# کیم هونگ سو (بازیگر)
کیم هونگ سو (کره‌ای: 김흥수؛ ۱۹ مه ۱۹۸۳) بازیگر اهل کره جنوبی است. او در مجموعه‌های تلویزیونی امپراتور دریا، امتحان الهی و خاطرات نگهبان شب ایفای نقش کرده است.